# Oxyopes imbellis
Oxyopes imbellis är en spindelart som beskrevs av Tord Tamerlan Teodor Thorell 1890. Oxyopes imbellis ingår i släktet Oxyopes och familjen lospindlar. Inga underarter finns listade i Catalogue of Life.